# 南精進ケ滝
南精進ケ滝（みなみしょうじがたき）は山梨県韮崎市にある滝。
山を隔てた北精進ケ滝と同様に、かつて修験者の行場があった事から滝の名が付いた。付近のドンドコ沢にかかり、標高は1,500mほど。同じく花崗岩の断崖から落下する標高1,900mの白糸の滝、同2,150mの五色の滝とともに、「ドンドコ沢の三滝」と呼ばれる。